# پیلیماتالاوا
پیلیماتالاوا (به لاتین: Pilimathalawa) یک منطقهٔ مسکونی در سری‌لانکا است.